# Јанг Ливеј
Јанг Ливеј (упр. кинески: 杨利伟; трад. кинески: 楊利偉; пињин: Yáng Lìwěi; рођен 21. јуна 1965) је први кинески астронаут који је путовао у свемир, сада специјални астронаут астронаутске бригаде Народноослободилачке армије НР Кине и тренутно директор кинеске канцеларије за космички инжињеринг. Има чин генерал мајор. Он је члан прве генерације астронаута обучаваних у Кини. Петнаестог октобра 2003. у 9:00 по пекиншком времену, Јанг Ливеј је по први пут ушао у свемир у летелици Шенџоу 5, коју је носила ракета Чангџенг 2Ф. Пионирски рад њега и техничких стручњака учинио је Кину трећом земљом на свету која је овладала технологијом израде свемирских летелица којима управља човек.

## Биографија
Јанг Ливеј је рођен округу Суиџонг, провинција Лиаонинг, на североистоку Кине. Његов отац Јанг Дејуен и мајка Веи Гулиан су били професори у Трећој средњој школи у округу Суиџонг округу. Ишао је у Прво обданиште у Суиџонгу, па је примљен је у Прву нижу-средњу школу у округу 1978. године,. а затим и у Другу средњу школу 1981. године. Јанг Ливеј је имао просечно добар успех у школи, али је био изузетан у предметима везаним за науку, а волео је пливање, клизање, као и атлетику.
Јанг Ливејова жена, Џанг Јумеи, је из села Гуђијац, општине Сјаоџуангц, округа Суиџонг. Завршила је средњу школу у Суиџонгу 1983. године и примљена је на учитељски факултет у Јинџоуу. Након што је дипломирала, постала је професор у средњој школи у општини Сјаоџуангц. Јанг Ливеј је за Нову годину 1989. дошао кући како би посетио родбину. Један колега његове мајке га је тада упознао са његовом будућом супругом, којом се оженио децембра 1990. године. Након венчања, Јанг Ливејова жена је као члан породице пилота у складу са законом прикључена војсци и пребачена на посао у Си’ан. Имају сина Јанг Нингканга, рођеног 1995. године.
У јуну 1983. године Јанг Ливеј са 18 година завршава други разред Друге средње школе у Суиџонгу, полаже пријемни испит и уписује се најпре у основну школу, а наредне године на академију ваздухопловства Народноослободилачке армије НР Кине. Године 1987. дипломира. Регрутован је у војном ваздухопловству у војној регији Ланџоу (округ Ђингјуен, Баијин, провинција Гансу), у склопу 45. дивизије, 134. пука, који је чинило 5 пилота.
Почетком лета 1996. године, учествовао је у избору кинеских астронаута и у јануару 1998. године постао је први астронаут у Кини. Пре каријере астронаута, Јанг Ливеј је иза себе имао 1350 сати летења. Након што је постао астронаут, како су астронаути били уско повезани са војним одељењем за наоружање, чин Јанг Ливеја промењен је из мајора ваздухопловства у војног мајора, јер су сви астронаути који су приступили служби постајали војна лица и носили војне униформе.
Године 2000. унапређен је у чин потпуковника, а 2003. унапређен је у чин пуковника. Команда о промоцији чина је издата пре извршења мисије Шенџоу 5, али је он ту информацију добио тек након што је слетео на Земљу. Уочи пролећног фестивала 2004. године унапређен је у чин мајора, а у јулу 2008. године унапређен је у генерал мајора. У јануару 2018. изабран је за члана 13. Националног комитета Народне политичке консултативне конференције Кине.

## Каријера астронаута
Након што је 1998. године изабран за астронаута, Јанг Ливеј започиње тренинг за свемирске мисије. Изабран је за астронаута прве кинеске свемирске мисије са људском посадом у избору од 14 кандидата. Након извршења мисије, 20. октобра 2003. године, Јанг Ливеј, који је пре мисије имао чин потпуковника, бива унапређен у чин пуковника.
Петнаестог октобра 2003. год. у 9:00 по пекиншком времену, у сателитском центру за лансирање Ђиућуену, ракета Чангџенг 2Ф је однела у свемир Јанг Ливејову летелицу Шенџоу 5. Пре лансирања, кандидати за астронаута нису били саопштени јавности, а вест да је Јанг Ливеј астронаут летелице Шенџоу 5 није била објављена до дан пред лансирање.
За време мисије редовно је пријављивао стање на терену и све доповратка у атмосферу је комуницирао са земљом, извештавајући да је све у реду. Када је Шенџоу 5 по осми пут почео да орбитира око Земље, Јанг је рекао жени „да се осећа добро и да су призори у свемиру прелепи“ и да је појео 3 „богата оброка“ у свемиру. Његова исхрана у свемиру је укључивала „мале месечеве колачиће", пилетину са кикирикијем, танко сечену свињетину у сосу од белог лука, слатки пиринач са „осам блага“ и зелени чај.
У једном тренутку током мисије, Јанг је показао камерама кинеску заставу и заставу Уједињених нација.
С обзиром на то да је постојала могућност да Шенџоу 5 слети на ненасељену област, његова кабина је садржала опрему која је укључивала пиштоље, ножеве, шаторе и друге основне алате за преживљавање.
Након пређених 600000 км путујући око Земље током 14 недеља, Шенџоу 5 је успешно слетео у централној Монголији 16. октобра 2003. године ујутру у 6:30 часова по пекиншком времену. Разлика у раздаљини између стварног места слетања и теоретски предвиђеног места слетања била је 4,8 км, а капсула је била нетакнута. Јанг Ливеј је напустио капсулу након 15-минутног слетања.
Премијер Вен Ђиабао му је честитао на лицу места.
Раније су постојале теорије да је Кинески зид једини објекат направљен од људске руке који је видљив из свемира, али Јанг Ливеј је једном приликом у интервјуу за CCTV изјавио да га није видео. Заправо, велики број градова се може препознати из свемира, али је Кинески зид релативно непрепознатљив зато што је узан.
Године 2004. Јанг Ливеј је започео докторске студије из јавне администрације на Универзитету Ћингхуа.

## Достигнућа
Јанг Ливеј је први кинески држављанин у свемиру. Пре њега су четири Американца кинеског порекла била у свемиру, и то су Ванг Јиђун (Америчке националности, мисија СТС-51-Б 1985. године), Џанг Фулин, Ђао Лиџонг, и Лу Ђие. Поред тога, Виљем Андерс, амерички астронаут који је учествовао у мисији Аполо 8, рођен је у Хонг Конгу, а женски астронаут Шенон Луси рођена је у Шангају, у Кини.
  
Године 2003. 7. јануара, Ливеј је примио сертификате и медаље части „Хероји свемира“ од Ђанг Цемина, који је тада био председник Централне војне комисије у Великој дворани народа.
Октобра 2007. изабран је за резервног члана Централног комитета Комунистичке партије Кине на 17. Националном конгресу.
Године 2007, астероид 21064 је добио име по Јанг Ливеју.
Дана 22. јула 2008. године додељен му је чин генерал мајора Народноослободилачке армије НР Кине.
Дана 10. маја 2010. објавио је аутобиографију „Пут од неба до земље" у издању издавачке куц́е Народноослободилачке армије. У њој се присећа свог детињства и одрастања и описује свој пут од 14 кругова око Земље у свемиру.
Дана 21. маја 2010. године именован је за заменика директора кинеске канцеларије за космички инжењеринг.
Јанг Ливеј је резервни члан 17. Централног комитета КПК.
У октобру 2017. године, Јанг Ливеј је освојио „Медаљу за свемирску науку" коју додељује УНЕСКО. Прве медаље су додељене само четворици астронаута, а Јанг Ливеј је био један од њих.